# Glavnauka
Glavnauka (Direcció principal d’institucions científiques, artístiques i museístiques) fou el nom d'un organisme estatal per coordinar la investigació teòrica i promoure la ciència i la cultura a la RSFSR els anys 1921-1930. Es va formar com a part del Centre Acadèmic del Comissariat d'Educació del Poble (Comissariat del Poble per a l'Educació) el 1921.
El 1918 es va formar el Departament Científic del Comissariat Popular d'Educació, encapçalat per David Riazànov. El 1921, el departament es va transformar en una secció del centre acadèmic del Comissariat d’Educació del Poble - Glavnauk.
Les tasques de la Glavnauka incloïen el desenvolupament i el suport material d’una xarxa d’institucions científiques i artístiques, la formació i l’ús de personal científic en l’interès de la construcció de la cultura soviètica, l’organització de congressos i conferències científiques, la difusió del coneixement científic i la cultura artística i el desenvolupament del moviment d’història local. La Glavnauka també va participar en l'organització d'expedicions científiques, comptabilitat, protecció i restauració de monuments històrics i artístics.

## Caps de la Glavnauka
- I. I. Glivenko (1921 - mitjans de 1923)
- F. Petrov (mitjans de 1923 - 1927)
- M. N. Lyadov (1928)
- I. K. Luppol (1929 - 1933)

En relació amb els canvis en l'estructura del Comissariat d'Educació del Poble, el nom oficial complet de la Glavnauka va canviar després de 1928. El 1930, la Glavnauka es va transformar en el sector científic del Comissariat Popular d’Educació de la RSFSR (dirigit per I. K. Luppol), que va funcionar fins al 1933.